# Bernard 70
Bernard 70 là một loại máy bay tiêm kích của Pháp trong thập niên 1920, do hãng Société des Avions Bernard chế tạo.

## Biến thể
Bernard 70
Bernard S-72
Bernard S-73
Bernard 74-01
Bernard 74-02
Bernard 75

## Tính năng kỹ chiến thuật (Bernard 74.01)
Dữ liệu lấy từ 
Đặc tính tổng quan
- Kíp lái: 1
- Chiều dài: 6,72 m (22 ft 1 in)
- Sải cánh: 9,20 m (30 ft 2 in)
- Chiều cao: 2,50 m (8 ft 2 in)
- Diện tích cánh: 13,45 m2 (144,8 foot vuông)
- Trọng lượng rỗng: 825 kg (1.819 lb)
- Trọng lượng cất cánh tối đa: 1.106 kg (2.438 lb)
- Động cơ: 1 × Gnome-Rhône 7Kbs , 209 kW (280 hp)
- Cánh quạt: 2-lá

Hiệu suất bay
- Vận tốc cực đại: 310 km/h (193 mph; 167 kn)
- Trần bay: 8.000 m (26.247 ft)

Vũ khí trang bị

- Súng: 2 súng máy Vickers 7,7mm (0.303in)